# 菅野弟門
菅野 弟門（すがの の おとかど）は、平安時代初期から前期にかけての貴族。氏姓は中科宿禰のち菅野朝臣。官位は従五位上・因幡権守。

## 経歴
承和元年（834年）に兄弟と思しき中科継門が中科宿禰から菅野朝臣に改姓しており、この時に弟門も改姓したか。
仁寿4年（854年）外従五位下に叙せられ、斉衡2年（855年）尾張介に任ぜられる。
清和朝に入ると太政大臣・藤原良房の家令を務める一方で、貞観元年（859年）内位の従五位下、貞観5年（863年）従五位上と昇進する。貞観11年（869年）刑部大輔に遷るが、翌貞観12年（870年）因幡権守として地方官に転じている。

## 官歴
『六国史』による。
- 承和元年（834年） 12月19日：中科宿禰から菅野朝臣に改姓
- 時期不詳：正六位上
- 仁寿4年（854年） 正月7日：外従五位下
- 斉衡2年（855年） 正月15日：尾張介
- 貞観元年（859年） 11月19日：従五位下
- 時期不詳：太政大臣家令（太政大臣は藤原良房）
- 貞観5年（863年） 10月21日：従五位上
- 貞観7年（865年） 正月27日：兼尾張介
- 貞観8年（866年） 正月13日：兼近江大掾
- 貞観11年（869年） 2月16日：刑部大輔
- 貞観12年（870年） 正月26日：因幡権守